# DOS-7
DOS-7 var den trycksatt modul huvudmodulen på den sovjetiska och senare ryska rymdstationen Mir. Den sköts upp med en Protonraket från Kosmodromen i Bajkonur den 19 februari 1986. Modulen hade stora likheter med Saljut 6 och Saljut 7. Totalt hade modulen 6 dockningsportar, 5 i fronten och en i aktern. I aktern fanns 2 raketmotorer som fram till att Kvant-1 dockade med stationen användes för att justera stationens omloppsbana.

## Anslutningar
DOS-7 har 6 dockningsportar; för, akter, zenit, nadir, styrbord och babord.
- För: Dockningsport för farkosterna Sojuz och Progress.
- Akter: Kvant-1 och dockningsport för farkosterna Sojuz och Progress.
- Zenit: Kvant-2
- Nadir: Spektr
- Styrbord: Kristall
- Babord: Priroda

## Uppskjutning
Modulen sköts upp med en Protonraket den 19 februari 1986.

## Modifiering
1987 monterades ytterligare en solpanel på modulen.

## Öde
DOS-7 och övriga delar av Mir brann upp den 23 mars 2001 då stationen avsiktligt återinträdde i jordens atmosfär. Rester av den slog ner i Stilla havet öster om Nya Zeeland.

## Dockningar
| Farkost       | Port  | Dockning (UTC)             | Urdockning (UTC)           |
| ------------- | ----- | -------------------------- | -------------------------- |
| Sojuz T-15    | För   | 15 mars 1986 13:38:42      | 5 maj 1986 12:12:09        |
| Progress 25   | Akter | 21 mars 1986 11:16:01      | 20 april 1986 19:24:08     |
| Progress 26   | Akter | 26 april 1986 21:26:06     | 22 juni 1986 18:25         |
| Sojuz TM-1    | För   | 23 maj 1986                | 29 maj 1986                |
| Sojuz T-15    | För   | 26 juni 1986 19:46:07      | 16 juli 1986 09:09:50      |
| Progress 27   | Akter | 18 januari 1987 07:26:50   | 23 februari 1987 11:29:01  |
| Sojuz TM-2    | För   | 7 februari 1987 23:27:40   | 29 juli 1987 20:37         |
| Progress 28   | Akter | 5 mars 1987 12:42:36       | 26 mars 1987 05:06:48      |
| Kvant-1       | Akter | 9 april 1987 00:35         |                            |
| Sojuz TM-3    | För   | 30 juli 1987 23:47:41      | 29 december 1987 05:58     |
| Sojuz TM-4    | För   | 30 december 1987 09:28:46  | 17 juni 1988 06:20:50      |
| Sojuz TM-5    | För   | 18 juni 1988 10:27:01      | 5 september 1988 22:54:57  |
| Sojuz TM-6    | För   | 8 september 1988 01:25:0   | 21 december 1988 02:32:54  |
| Sojuz TM-7    | För   | 22 december 1988 06:59:02  | 26 april 1989 23:28:01     |
| Progress M-1  | För   | 25 augusti 1989 05:19:01   | 1 december 1989 09:02:23   |
| Kvant-2       | För   | 6 december 1989 12:21:28   | 8 december 1989 07:19:07   |
| Kvant-2       | Zenit | 8 december 1989 08:19:04   |                            |
| Sojuz TM-8    | För   | 12 december 1989 08:42:32  | 19 februari 1990 01:06:20  |
| Sojuz TM-9    | För   | 21 februari 1990 04:15:23  | 28 maj 1990 11:45:13       |
| Kristall      | För   | 10 juni 1990, 10:47:22     | 11 juni 1990               |
| Kristall      | Nadir | 11 juni 1990               | 26 maj 1995 23:07:44       |
| Sojuz TM-9    | För   | 3 juli 1990 22:31:12       | 9 augusti 1990 04:08:49    |
| Progress M-4  | För   | 17 augusti 1990 05:26:13   | 17 september 1990 12:42:43 |
| Progress M-5  | För   | 29 september 1990 12:26:50 | 28 november 1990 06:15:16  |
| Sojuz TM-11   | För   | 4 december 1990 09:57:09   | 26 mars 1991 10:12         |
| Progress M-7  | För   | 28 mars 1991 12:02:58      | 6 maj 1991 22:59:36        |
| Sojuz TM-12   | För   | 20 maj 1991 14:30:42       | 28 maj 1991 10:10:03       |
| Progress M-8  | För   | 1 juni 1991 09:44:37       | 15 augusti 1991 22:16:59   |
| Progress M-9  | För   | 23 augusti 1991 00:54:17   | 30 september 1991 01:53    |
| Sojuz TM-13   | För   | 4 oktober 1991 07:38:42    | 15 oktober 1991 01:00:25   |
| Progress M-10 | För   | 21 oktober 1991 03:40:50   | 20 januari 1992 07:13:44   |

| Farkost       | Port     | Dockning (UTC)            | Urdockning (UTC)           |
| ------------- | -------- | ------------------------- | -------------------------- |
| Progress M-11 | För      | 27 januari 1992 09:30:43  | 13 mars 1992 08:43:40      |
| Sojuz TM-13   | För      | 14 mars 1992 12:10        | 25 mars 1992 05:29:03      |
| Progress M-12 | För      | 21 april 1992 23:21:59    | 27 juni 1992 21:34:44      |
| Progress M-13 | För      | 4 juli 1992 16:55:13      | 24 juli 1992 04:13:32      |
| Sojuz TM-15   | För      | 29 juli 1992 07:49:05     | 1 februari 1993 00:19:47   |
| Progress M-18 | För      | 24 maj 1993 08:24:39      | 3 juli 1993 15:58:16       |
| Sojuz TM-17   | För      | 3 juli 1993 16:24:03      | 14 januari 1994 04:37:11   |
| Sojuz TM-18   | För      | 24 januari 1994 05:01:04  | 9 juli 1994 07:12:58       |
| Progress M-24 | För      | 2 september 1994 13:30:28 | 4 oktober 1994 08:55:52    |
| Sojuz TM-20   | För      | 6 oktober 1994 00:28:15   | 11 januari 1995 09:00:22   |
| Sojuz TM-20   | För      | 11 januari 1995 09:27:55  | 22 mars 1995 00:43:08      |
| Progress M-27 | För      | 11 april 1995 21:00:40    | 22 maj 1995 23:42:37       |
| Kristall      | För      | 27 maj 1995 00:36:10      | 29 maj 1995                |
| Kristall      | Styrbord | 29 maj 1995 23:30         | 10 juni 1995 17:30         |
| Spektr        | För      | 1 juni 1995, 00:56:16     | 3 juni 1995, 19:53:50      |
| Spektr        | Nadir    | 3 juni 1995               |                            |
| Kristall      | För      | 10 juni 1995              | 17 juli 1995 02:51:56      |
| Kristall      | Syrbord  | 17 juli 1995 04:30        |                            |
| Progress M-28 | För      | 22 juli 1995 04:39:45     | 4 september 1995 05:09:51  |
| Sojuz TM-22   | För      | 5 september 1995 10:29:53 | 29 februari 1996 07:20:06  |
| Priroda       | För      | 26 april 1996 12:42:32    | 27 april 1996 08:32        |
| Priroda       | Babord   | 27 april 1996 10:06       |                            |
| Progress M-31 | För      | 7 maj 1996 08:54:17       | 1 augusti 1996 16:44:54    |
| Progress M-32 | För      | 2 augusti 1996 22:03:40   | 18 augusti 1996 09:33:45   |
| Sojuz TM-24   | För      | 19 augusti 1996 14:50:21  | 7 februari 1997 16:28:01   |
| Sojuz TM-25   | För      | 12 februari 1997 15:51:12 | 14 augusti 1997 08:55:57   |
| Sojuz TM-26   | För      | 15 augusti 1997 14:13:04  | 19 februari 1998 05:52:19  |
| Sojuz TM-27   | För      | 20 februari 1998 09:32:21 | 25 augusti 1998 02:04:58   |
| Sojuz TM-28   | För      | 27 augusti 1998 06:07:09  | 11 september 1998 11:23:04 |
| Sojuz TM-29   | För      | 22 februari 1999 05:36:16 | 27 augusti 1999 21:17:01   |
| Sojuz TM-30   | För      | 6 april 2000 06:31:22     | 15 juni 2000 21:24:49      |